# Tears May Fall
"Tears May Fall" é o quarto single do álbum Scars of Love, lançado pelo grupo de freestyle TKA em 1987. A canção alcançou a posição #6 na Hot Dance Music/Club Play, se tornando o segundo single de maior sucesso do álbum.

## Faixas
12" Single
| N.º | Título                                | Duração |  |
| 1.  | "Tears May Fall" (Extended Dance Mix) | 7:05    |  |
| 2.  | "Tears May Fall" (Dub)                | 6:10    |  |
| 3.  | "Tears May Fall" (Drumapella)         | 3:12    |  |
| 4.  | "Tears May Fall" (House of Tears Mix) | 6:15    |  |
| 5.  | "Tears May Fall" (House of Tears Dub) | 6:35    |  |
| 6.  | "Tears May Fall" (Acapella)           | 4:42    |  |

## Desempenho nas paradas musicais
| Parada musical (1988)                               | Melhor posição |
| --------------------------------------------------- | -------------- |
| Estados Unidos (Hot Dance Music/Club Play)          | 6              |
| Estados Unidos (Hot Dance Music/Maxi-Singles Sales) | 10             |
| Estados Unidos (Hot R&B/Hip-Hop Singles & Tracks)   | 63             |